# DRAGON GATE NEX
DRAGONGATE NEX（ドラゴンゲート・ネックス）は、DRAGONGATEが主催していた若手選手によるプロレス興行。

## 歴史
- 2006年12月9日、DRAGONGATE ARENAで旗揚げ戦を開催。

## 参戦選手
- しゃちほこBOY
- Kagetora
- 吉田隆司
- 鷹木信悟
- B×Bハルク
- 戸澤陽
- カツオ
- YAMATO
- Kzy
- 問題龍
- ルパン松谷
- 宍戸幸之
- 近野剣心
- RYOMA
- Kotoka
- T-Hawk
- Eita
- パンチ富永
- ヨースケ♡サンタマリア
- U-T
- KING清水
- エル・リンダマン
- 石田凱士
- 山村武寛
- Ben-K
- シュン・スカイウォーカー
- H・Y・O
- 高嶋喝己
- 吉岡勇紀
- 箕浦康太
- 椎葉おうじ